# Kirka
Kirill "Kirka" Babitzin (Helsínquia, 22 de setembro de 1950 – Helsínquia, 31 de janeiro de 2007) foi um dos mais populares músicos finlandeses.

## Biografia
Kirill Babitzin nasceu numa família de emigrantes russos. A sua carreira musical começou originariamente aos cinco anos de idade, quando a sua avó lhe deu um acordeão. Aos dez anos ganhou uma competição de acordeão, mas deixou este instrumento pela pelo rock and roll. A sua primeira banda foi The Creatures, à qual se juntou em 1964, sob o nome artístico de Kirka.
Kirka cortou caminho em 1967 quando se juntou à banda The Islanders, originalmente liderados por Ilkka "Danny" Lipsanen, como vocalista principal, e entrou em tournée por toda a Finlândia. Kirka também gravou alguns singles com os Blues Sectio'.
Em 1978, Kirka lançou um álbum com a sua irmã Anna Babitzin, e no ano seguinte a sua irmã  Muska Babitzin juntou-se a eles. O seu irmão era o popular músico Sammy Babitzin, que foi morto num acidente de viação em 1973.
Kirka representou a Finlândia no Festival Eurovisão da Canção 1984, acabando num forte nono lugar com a canção Hengaillaan.
Kirka foi galardoado com o Emma awards para melhor cantor masculino por duas vezes, primeiro em 1981 e depois em 2000.
Morreu subitamente em sua casa, aos 56 anos, por causa desconhecida.

## Discografia
Kirka Babitzin lançou 78 singles e quase 60 álbuns, incluindo 15 colectâneas. O álbum Surun pyyhit silmistäni (1988) é o terceiro álbum mais vendido na Finlândia. Durante vários anos também foi o álbum mais vendido na Finlândia, de sempre.

### álbuns
- Kirka keikalla (1969)
- Kirka (1969)
- Saat kaiken (1971)
- Nykyaikaa (1972)
- Rautaa ja kettinkiä  (1973)
- Kirkan parhaita (1974)
- Tiukka linja (1975)
- Babitzinit konsertissa  (1975)
- Lauantaiyö (1976)
- Kaksi puolta (1977)
- Anna & Kirka (1978)
- Kirkan parhaat (1979)
- Kirka (1981)
- Täytyy uskaltaa (1983)
- Hengaillaan	(gold, 1984)
- Älä sano ei (1985)
- Isot hitit (1985)
- R.O.C.K. (gold, 1986)
- The Spell (gold, 1987)
- Surun pyyhit silmistäni (quadruple platinum, 1988)
- Anna käsi (double platinum, 1989)
- Iskelmäkansio  (1989)
- Parhaat, uudet versiot (1990)
- Ota lähellesi (double platinum, 1990)
- Kasvot peilissä (platinum, 1991)
- Babitzin  (1991)
- Pyydä vain (gold, 1992)
- Kirka (gold, 1994)
- Tie huomiseen (gold, 1996)
- Hetki lyö: 1967–1997 (platinum, 1997)
- Mestarit Areenalla (triple platinum, 1999)
- Suuri hetki (2000)
- Sinut siinä nään (2002)
- Elämääni eksynyt (2005)
- 40 unohtumatonta laulua (2006)